# Ruandella capensis
Ruandella capensis är en stekelart som först beskrevs av Subba Rao 1971.  Ruandella capensis ingår i släktet Ruandella och familjen sköldlussteklar. Inga underarter finns listade i Catalogue of Life.